# Себонкур
Себонку́р (фр. Seboncourt) — коммуна во Франции, находится в регионе Пикардия. Департамент коммуны — Эна. Входит в состав кантона Боэн-ан-Вермандуа. Округ коммуны — Сен-Кантен.
Код INSEE коммуны — 02703.

## Население
Население коммуны на 2010 год составляло 1079 человек.
| 1962 | 1968 | 1975 | 1982 | 1990 | 1999 | 2010 |
| ---- | ---- | ---- | ---- | ---- | ---- | ---- |
| 1173 | 1132 | 1072 | 1085 | 1103 | 1112 | 1079 |

## Экономика
В 2010 году среди 648 человек трудоспособного возраста (15—64 лет) 452 были экономически активными, 196 — неактивными (показатель активности — 69,8 %, в 1999 году было 65,8 %). Из 452 активных жителей работали 368 человек (213 мужчин и 155 женщин), безработных было 84 (43 мужчины и 41 женщина). Среди 196 неактивных 50 человек были учениками или студентами, 65 — пенсионерами, 81 были неактивными по другим причинам.